# Heinz Lammerding
Heinz Bernard Lammerding, evtl. Heinrich Bernhard Lammerding (Dortmund, 27 augustus 1905 - Bad Tölz, 13 januari 1971) was een Duitse officier en SS-Gruppenführer en Generalleutnant in de Waffen-SS gedurende de Tweede Wereldoorlog. Hij was de hoofdverantwoordelijke voor het bloedbad van Oradour-sur-Glane en het bloedbad van Tulle in juni van 1944, door middel van de 2. SS-Panzer-Division Das Reich.

## Leven
Heinz Lammerding werd op 27 augustus 1905 als een zoon van een architect in Dortmund geboren. Hij studeerde van 1923 tot 1928 civiele techniek en behaalde zijn ingenieursdiploma, waarna hij tot 1933 in de privé-industrie werkte. Hij was tot 1933 hoofd van de afdeling planologie in Dortmund.
Lammerding werd lid van de NSDAP en de Sturmabteilung (18 oktober 1931). In 1934 werd hij leider van de mineurschool van de SA. Op 16 april 1934 trouwde Lammerding met Cäcillie Schulte. Het echtpaar kreeg twee kinderen, 1 dochter en 1 zoon. Op 1 april 1935 werd hij lid van de SS, en al op 1 mei 1935 bevorderd tot SS-Obersturmführer. Vanaf november 1940 was Lammerding 1ste Generalstabsoffizier in de SS-Division Totenkopf. Na een korte inzet in de staf van een Panzer-Korps, werd hij stafchef van SS-Obergruppenführer Erich von dem Bach-Zelewski, de commandant van de „bendebestrijding”.
Aan het oostfront gaf Lammerding het bevel tot de vernietiging van talrijke dorpen en steden in de Sovjet-Unie als represaille. Eind 1943 kreeg hij het commando over een Kampfgruppe van het 2. SS-Panzer-Division Das Reich ter bestrijding van partizanen. Op 25 januari 1944 kreeg hij het algehele commando over de divisie. Het detachement onder leiding van Helmut Kämpfe, een vriend van generaal Lammerding, vertrok op 9 juni 1944 uit Limoges om Guéret, dat door het verzet was bevrijd, te helpen heroveren. Bij Janaillat legden de Duitsers een hinderlaag en vermoordden verzetsstrijders die uit Guéret terugkeerden.
Bij hun terugkeer, bij Moissannes, namen verzetsstrijders onder leiding van Georges Guingouin Kämpfe gevangen. Langs de nationale weg staat een menhir. Het monument, ontworpen door kunstenaar Jean-Joseph Sanfourche, werd in 1986 onthuld ter nagedachtenis aan Karl Gerlach in Haute-Vienne. Als gevangene van het verzet wist Gerlach te ontsnappen en de Duitse leiding in Limoges te waarschuwen. Kämpfe werd echter op bevel van Guingouin geëxecuteerd of gedood tijdens een ontsnappingspoging op 10 juni 1944.
Volgens de schrijver Max Hastings waren zijn militaire vaardigheden onvoldoende en was zijn benoeming als divisiecommandant meer te danken aan zijn nauwe persoonlijke banden met Heinrich Himmler. Op 25 juli 1944 raakte Lammerding tijdens het inspecteren van het SS-Panzerregiments 2 gewond. Na zijn genezing nam hij het commando van de 2. SS-Panzer-Division weer op, tot Himmler hem op 2 februari 1945 benoemde tot stafchef van de Heeresgruppe Weichsel.

## Na de oorlog
Na de Tweede Wereldoorlog werd Heinz Lammerding aangeklaagd voor zijn betrokkenheid bij het bloedbad van Oradour-sur-Glane en het bloedbad van Tulle in Frankrijk in juni 1944. Een militaire rechtbank in Bordeaux veroordeelde hem bij verstek ter dood voor zijn rol in de gebeurtenissen in Tulle.
In 1953 verzocht de Franse Hoge Commissaris André François-Poncet het Britse Hoge Commissariaat om uitlevering van Lammerding. De zaak werd besproken door onder anderen Georges Bidault en Anthony Eden. Eden gaf aan geen kennis van Lammerding te hebben en wees het verzoek af. Lammerding, die inmiddels als aannemer in Düsseldorf werkte, besloot onder te duiken.
Toen in 1958 een aanhouding mogelijk was, verhinderde de Grondwet voor de Bondsrepubliek Duitsland de uitlevering van Duitse staatsburgers aan het buitenland. De bezetting van West-Duitsland was in 1955 beëindigd, waarna het Überleitungsvertrag (Verdrag inzake vraagstukken voortvloeiend uit oorlog en bezetting) in werking trad. Artikel 3, lid 3 van dit verdrag bepaalde dat personen die door Amerikaanse, Britse of Franse gerechtshoven waren veroordeeld of vrijgesproken, niet opnieuw in Duitsland konden worden berecht. Aangezien Lammerding was veroordeeld door een Franse rechtbank, gold deze bepaling ook voor hem. De betreffende regeling bleef van kracht tot 1975, vier jaar na zijn overlijden.
In de zogenoemde zaak-Oradour werd door het Openbaar Ministerie in Düsseldorf alsnog een onderzoek gestart, maar dit werd in 1964 gestaakt. Frankrijk bleef diplomatiek aandringen op vervolging, vooral na de publicatie van een boek door historicus Jacques Delarue in 1968, waarin bewijsmateriaal voor Lammerdings betrokkenheid werd gepresenteerd. Deze pogingen leidden echter niet tot vervolging. Lammerding bleef werkzaam als aannemer in Düsseldorf en bracht zijn laatste levensjaren door aan de Tegernsee. Hij overleed op 13 januari 1971 aan kanker.
Bij zijn begrafenis in 1971 waren circa 200 voormalige leden van de Waffen-SS aanwezig.

## Carrière
Lammerding bekleedde verschillende rangen in zowel de Allgemeine-SS als Waffen-SS. De volgende tabel laat zien dat de bevorderingen niet synchroon liepen.
| Datums                          | Sturmabteilung     | Allgemeine-SS          | Waffen-SS                       |
| ------------------------------- | ------------------ | ---------------------- | ------------------------------- |
| 18 oktober 1931                 | SA-Mann            | —                      | —                               |
| Februari 1932                   | SA-Scharführer     | —                      | —                               |
| 9 november 1933                 | SA-Oberscharführer | —                      | —                               |
| 7 februari 1934                 | SA-Truppführer     | —                      | —                               |
| 1 mei 1934                      | SA-Obertruppführer | —                      | —                               |
| 4 april 1934                    | —                  | AW SS-Sturmführer      | —                               |
| 1 mei 1935                      | —                  | AW SS-Obersturmführer  | —                               |
| 1 april 1935                    | —                  | SS-Anwärter            | —                               |
| 30 januari 1937                 | —                  | SS-Hauptsturmführer    | —                               |
| 19 oktober 1939                 | —                  | SS-Sturmbannführer     | —                               |
| 1 september 1941                | —                  | SS-Obersturmbannführer | —                               |
| 30 januari 1943                 | —                  | SS-Standartenführer    | —                               |
| 9 december 1943                 | —                  | SS-Oberführer          | —                               |
| 20 april 1944 - 9 november 1944 | —                  | SS-Brigadeführer       | Generalmajor in de Waffen-SS    |
| Januari 1945                    | —                  | SS-Gruppenführer       | Generalleutnant in de Waffen-SS |

## Lidmaatschapsnummers
- NSDAP-nr.: 722 395[14][19](lid geworden 1 november 1931[1][4][2])
- SS-nr.: 247 062[14][19] (lid geworden 1 april 1935[21])

## Onderscheidingen
Selectie:
- Ridderkruis van het IJzeren Kruis op 11 april 1944 als SS-Oberführer en Commandant van de Kampfgruppe "Das Reich" / Generalkommando LIX.Armee-Korps / 1.Pz.AOK / Heeresgruppe Süd / Oostfront[19][20][22][1][18]
- IJzeren Kruis 1939, 1e Klasse[17] (22 juni 1940[13][22][19][1]) en 2e Klasse (23 mei 1940[13][22][19][1])
- Duits Kruis in goud op 24 april 1943 als SS-Standartenführer en Commandant van het SS-Kradschützen-Regiment "Thule"[20][22][1][16][13]
- Ehrendegen des Reichsführers-SS[14][19] op 9 november 1935[13]
- SS-Ehrenring[14][19] in 1937[13]
- Allgemeines Sturmabzeichen in zilver[19][22] op 10 juni 1942[1][7][13]
- Insigne van de SA bijeenkomst bij Brunswijk 1931[19] in 1931[1][13]
- Sportinsigne van de SA[14] in brons[1]
- Ehrenwinkel der Alten Kämpfer[23] in februari 1934[13]